# Montalto di Castro Fotovoltaikkraftværk
Montalto di Castro Fotovoltaikkraftværk er et solcellebaseret solkraftværk i Montalto di Castro i Viterbo provinsen, Italien. Projektet er udviklet af den uafhængige investor SunRay, senere er projektet overtaget af SunPower. Det er det største fotovoltaikprojekt i Italien og blandt de allerstørste solkraftværker på verdensplan.
Projektet er gennemført i adskillige faser. Første fase med en kapacitet på 24 MW blev idriftsat i slutningen af 2009. Der bruges SunPower solcellepaneler og sol-trackere.
Solarpark Montalto di Castro ligger i Lazio regionen nær Rom. Fjerde fase blev idriftsat i december 2010.
Den samlede kapacitet var i 2011 på 84,2 MW.